# Hapalemur occidentalis
Hapalemur occidentalis  (лат.) — млекопитающее из рода кротких лемуров (Hapalemur) семейства Лемуровых (Lemuridae). Эндемик Мадагаскара.

## Описание
Шерсть бледно-серая, чуть светлее чем у родственного вида Hapalemur griseus. Уши видны из-под шерсти. Хвост по длине равен или чуть больше длине тела. Общая длина животного с хвостом составляет от 55 до 67 см, средний вес около 1 кг.

## Распространение
Ареал разбит на несколько фрагментов в северном и западном Мадагаскаре, включая заповедники Анкарана и Аналамерана на севере, Самбирану и полуостров Ампасиндава на северо-западе и несколько районов между реками Махавани и Цирибихина.

## Поведение
Образ жизни представителей этого вида изучен достаточно плохо. Они предпочитают бамбуковые леса, но также встречаются и во вторичных лесах в долине реки Самбирану. Активны ночью. Образуют группы размеров в среднем в шесть особей.

## Статус популяции
Международный союз охраны природы присвоил этому виду охранный статус «Уязвимый». По оценкам на 2008 год популяция уменьшилась более чем на 30 % за 27 лет (три поколения) в основном из-за разрушения среды обитания и охоты.